# 具仁会
具 仁会（ク・イネ〈ク・インフェ〉、朝鮮語: 구인회、1907年 - 1969年12月31日）は、大韓民国の実業家。LGグループの創業者である。本貫は綾城具氏。幼名は丁得（チョンドゥク、정득）。号は蓮庵（ヨナム、연암）。

## 経歴
慶尚南道咸安郡下奉面勝山里（現・晋州市智水面勝山里勝山村、綾城具氏と金海許氏の集姓村）に生まれた。幼い頃は弘文館で侍読官を務めた祖父の具然鎬の下で漢学を勉強した後、智水普通学校2年に編入した。3年に中退し、中央高等普通学校に入学し2年で修了した。1920年に同じ村出身の許乙寿と結婚した。
1931年に弟の具哲会と晋州で具仁会商店を設立し、太物商として販売業を始めた。光復後の1947年に岳父許万寔のはとこで、同じ村出身の許万正（実業家許鼎九の父、GSグループ会長許昌秀の祖父）と共に化粧品を生産する楽喜化学工業社を設立し、後に合成樹脂・歯磨き粉なども生産した。1959年に株式会社金星社を設立し、韓国で初めてラジオ・扇風機・テレビなどの電気製品・電子機器を生産・輸出した。1969年に半導体製造会社である金星電子株式会社を設立し、先端技術分野にも進出した。また、湖南精油麗水工場を設立した後は石油精製業にも参入した。これらの企業は1960年代以降の経済成長の過程で、ラッキー金星グループ（現・LGグループ）を形成した。
メディアにも関心があり、東洋放送（TBC）の設立に参加し、釜山文化放送と「国際新報」を買収し経営したこともある。1964年に韓国経済人協会副会長を務め、亡くなった直前の1969年に蓮庵文化財団を設立し、奨学育英・文化・社会福祉事業にも参入した。
1969年12月31日に脳腫瘍で死去。63歳没。

## 親族
親族に汎LGグループ（分立したLSグループなどを含む）の経営陣を務めた人物が多い。
- 祖父：具然鎬
- 父：具再書
- 母：晋陽河氏[1]
- 弟：具哲会、具貞会、具泰会（国会議員）、具平会（朝鮮語版）、具斗会（朝鮮語版）[8]
- 岳父：許万寔
- 妻：許乙寿（1920年結婚）[1]
- 息子：具滋暻（朝鮮語版）（長男）、具滋升（次男）、具滋学（三男、李秉喆の次女と結婚[9]）、具滋斗（四男）、具滋日（五男）、具滋克（六男）[10][11]
- 甥：具滋洪（朝鮮語版）、具滋曄（朝鮮語版）、具滋明（朝鮮語版）、具滋哲（朝鮮語版）、具滋烈（朝鮮語版）、具滋溶（朝鮮語版）、具滋均（朝鮮語版）、具滋殷（朝鮮語版）